# Keep Talking
Keep Talking – piosenka z 1994 roku nagrana przez brytyjski zespół rocka progresywnego Pink Floyd, która wydana została na albumie The Division Bell (1994).
Utwór porusza główny problem całego albumu jakim jest komunikacja między ludźmi.
W utworze można usłyszeć głos brytyjskiego fizyka Stephena Hawkinga pochodzący z reklamy telewizyjnej BT (w 2014 roku ta sama reklama została zsamplowana do utworu „Talkin’ Hawkin’” z albumu The Endless River). Piosenka ta była pierwszym singlem z albumu The Division Bell, który wydano w marcu 1994 roku w Stanach Zjednoczonych. Piosenka została umieszczona na albumie kompilacyjnym Echoes: The Best of Pink Floyd (2001).

## Personel
Pink Floyd
- David Gilmour – wokal, gitara, talk box, EBow
- Richard Wright – organy Hammonda i syntezatory
- Nick Mason – perkusja

Pozostali muzycy
- Gary Wallis – zaprogramowany perkusista
- Jon Carin – programowanie i dodatkowe klawiatury
- Guy Pratt – gitara basowa
- Sam Brown, Durga McBroom, Carol Kenyon, Jackie Sheridan, Rebecca Leigh-White – chórki
- Stephen Hawking – głos komputerowy, próbkowany

## Notowania
| Notowania                         | Pozycja |
| --------------------------------- | ------- |
| USA „Billboard” Album Rock Tracks | 1       |

## Historia wydania
| Region            | Data                 | Format                                               | Wytwórnia        | Numer katalogowy |
| ----------------- | -------------------- | ---------------------------------------------------- | ---------------- | ---------------- |
| Stany Zjednoczone | 12 marca 1994        | CD-R (Modern rock/Alternative radio)                 | Columbia Records | CSK 6228         |
| Wielka Brytania   | 28 marca 1994        | CD-R (Contemporary hit radio, rotacja w BBC Radio 1) | EMI              | PINK 1           |
| Wielka Brytania   | 10 października 1994 | CD-R (Contemporary hit radio, rotacja w BBC Radio 1) | EMI              | CDEMDJ 342       |